# NGC 4684
NGC 4684 est une galaxie lenticulaire  située dans la constellation de la Vierge. Sa vitesse par rapport au fond diffus cosmologique est de 1 899 ± 24 km/s, ce qui correspond à une distance de Hubble de 28,0 ± 2,0 Mpc (∼91,3 millions d'al). NGC 4684 a été découverte par l'astronome germano-britannique William Herschel en 1784.
NGC 4684 renferme des régions d'hydrogène ionisé.
À ce jour, quatre mesures non basées sur le décalage vers le rouge (redshift) donnent une distance de 16,875 ± 7,034 Mpc (∼55 millions d'al), ce qui est à l'extérieur des valeurs de la distance de Hubble. Puisque cette galaxie est relativement rapprochée du Groupe local, cette distance est peut-être plus près de sa distance réelle que la distance de Hubble. Notons cependant que c'est avec la valeur moyenne des mesures indépendantes, lorsqu'elles existent, que la base de données NASA/IPAC calcule le diamètre d'une galaxie et qu'en conséquence le diamètre de NGC 4684 pourrait être d'environ 23,5 kpc (∼76 600 al) si on utilisait la distance de Hubble pour le calculer.